# سن-آندره-سور-ویو-ژون
سن-آندره-سور-ویو-ژون (به فرانسوی: Saint-André-sur-Vieux-Jonc) یک کمون در فرانسه است که در canton of Péronnas واقع شده‌است.

## خصوصیات
سن-آندره-سور-ویو-ژون ۲۴٫۲۲ کیلومترمربع مساحت و ۱٬۰۳۰ نفر جمعیت دارد.